# 二度上峠
二度上峠（にどあげとうげ）は、群馬県の高崎市と吾妻郡長野原町の境にある峠である。群馬県道54号長野原倉渕線が通過している。

## 概要
標高は約1,380mで、切り通しの峠である。登山者向けの駐車場が整備されている。駒髪山南方の鞍部に位置し、駒髪山山頂へ至る登山道の起点には鳥居が設けてある。ただし社殿は存在せず、山頂に石祠が祭られてある。西側（長野原町側）にはいくつかのゴルフ場が広がる。
また、二度上峠の地名は、草軽電気鉄道の二度上駅（旧浅間駅）にあったスイッチバックに由来する。
| 峠より長野原方面（2010年8月） |  | 切り通しの様子（2010年8月） |
| 峠より長野原方面（2010年8月） |  | 切り通しの様子（2010年8月） |

## アクセス
高崎駅より、バス(群馬バス・はまゆう山荘-権田線で、新開入口または終点はまゆう山荘バス停下車)で190分、下車後徒歩で90分。
軽井沢駅より、バス(草軽交通で、竜返しの滝バス停下車)で19分、下車後徒歩で約130分。